# Aramango
Aramango es una localidad peruana ubicada en la región Amazonas, provincia de Bagua, distrito homónimo. Es asimismo capital del ya mencionado distrito del mismo nombre. Se encuentra a una altitud de 531 m s. n. m. Tiene una población de 1016 habitantes en 1993.

## Clima
| Parámetros climáticos promedio de Aramango | Parámetros climáticos promedio de Aramango | Parámetros climáticos promedio de Aramango | Parámetros climáticos promedio de Aramango | Parámetros climáticos promedio de Aramango | Parámetros climáticos promedio de Aramango | Parámetros climáticos promedio de Aramango | Parámetros climáticos promedio de Aramango | Parámetros climáticos promedio de Aramango | Parámetros climáticos promedio de Aramango | Parámetros climáticos promedio de Aramango | Parámetros climáticos promedio de Aramango | Parámetros climáticos promedio de Aramango | Parámetros climáticos promedio de Aramango |
| Mes                                        | Ene.                                       | Feb.                                       | Mar.                                       | Abr.                                       | May.                                       | Jun.                                       | Jul.                                       | Ago.                                       | Sep.                                       | Oct.                                       | Nov.                                       | Dic.                                       | Anual                                      |
| ------------------------------------------ | ------------------------------------------ | ------------------------------------------ | ------------------------------------------ | ------------------------------------------ | ------------------------------------------ | ------------------------------------------ | ------------------------------------------ | ------------------------------------------ | ------------------------------------------ | ------------------------------------------ | ------------------------------------------ | ------------------------------------------ | ------------------------------------------ |
| Temp. máx. media (°C)                      | 29.5                                       | 30                                         | 31                                         | 28.5                                       | 26.5                                       | 25                                         | 24.4                                       | 25.4                                       | 26.8                                       | 28                                         | 28.8                                       | 27.9                                       | 27.7                                       |
| Temp. media (°C)                           | 23.9                                       | 23.6                                       | 23.3                                       | 22.9                                       | 22.3                                       | 21.5                                       | 21.2                                       | 21.9                                       | 22.7                                       | 23.6                                       | 24.3                                       | 23.8                                       | 22.9                                       |
| Temp. mín. media (°C)                      | 20                                         | 22                                         | 21                                         | 20                                         | 18.5                                       | 17.5                                       | 18.3                                       | 18.6                                       | 18.9                                       | 19.4                                       | 20.2                                       | 20.3                                       | 19.6                                       |
| Días de lluvias (≥ 1 mm)                   | 11                                         | 13                                         | 17                                         | 18                                         | 18                                         | 18                                         | 18                                         | 17                                         | 17                                         | 15                                         | 12                                         | 12                                         | 186                                        |
| Fuente: Accuweather                        |                                            |                                            |                                            |                                            |                                            |                                            |                                            |                                            |                                            |                                            |                                            |                                            |                                            |